# بحيرة إناري
بحيرة إناري أو Lake Inari ((بالفنلندية: Inarijärvi/Inarinjärvi)‏ ، Northern Sami ، Inari Sami ، Skolt Sami ، (بالسويدية: Enare träsk)‏ ، (بالنرويجية: Enaresjøen)‏) هي أكبر بحيرة في سابمي وثالث أكبر بحيرة في فنلندا. وهي تقع في الجزء الشمالي من لابلاند، شمال الدائرة القطبية الشمالية. تقع البحيرة على ارتفاع 117–119 متر (384–390 قدم) فوق مستوى سطح البحر، ويتم استخدامها في محطة Kaitakoski للطاقة في روسيا. تمتد فترة التجمد عادةً من نوفمبر إلى أوائل يونيو.
من الجزر المشهورة في البحيرة جزيرة Hautuumaasaari («جزيرة مقبرة»)، التي كانت بمثابة مقبرة لشعب سامي القديم، وجزيرة Ukonkivi («أوكو ستون»)، وهو مكان التضحية التاريخي للسكان القدامى للمنطقة. هناك أكثر من 3000 جزيرة في البحيرة. يوجد في البحيرة سمك السلمون المرقط، وسمك السلمون والأسماك البيضاء.
تغطي البحيرة مساحة 1,040 كيلومتر مربع (400 ميل2). وتصب شمالا من خلال باتسجوكي في مصب فارانجيرفيورد، وهو خليج في بحر بارنتس.
منخفض البحيرة هو صدع أخدودي يحده فوالق تنشط في العصر الحديث.